# Lazulikardinal
Lazulikardinal (Passerina amoena) är en nordamerikansk tätting i familjen kardinaler, nära släkt med och västligare motsvarighet till turkoskardinalen.

## Utseende och läte
Lazulikardinalen är 13–14 cm lång, finkliknande fågel. Hanen är lätt att känna igen med lysande blått på huvud och rygg, vita vingband, ljust rostfärgat bröst och vit buk. Honan är brun, gråare ovan och brunare under. Den skiljs från mycket lika hona turkoskardinal genom tydligare vingband samt grå strupe som kontrasterar mot ett ostreckat beigefärgat bröst. Lätena är i allmänhet ljusare, vassare och snabbare än indigofinkens: locklätet ett torrt "spik", flyktlätet ett gällt elektriskt ljud och sången ett "ti ti zwee zirre zirre zeee zee".

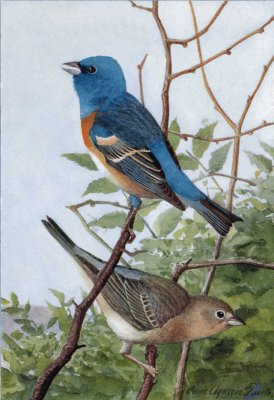
Hane ovan, hona under.

## Utbredning
Lazulikardinalen häckar från södra British Columbia till nordvästra Baja och västra Texas. Den övervintrar så långt som till Mexiko. Tillfälligt har den setts på Kuba. Arten har även observerats i Europa, bland annat i Sverige, men inte någonstans har det ännu bedömts sannolikt att lazulifinken nått dit på naturlig väg.

Lazulifinkens utbredningsområde.

## Systematik
Lazulikardinalen är mycket nära släkt med den östligare turkoskardinalen och de hybridiserar ofta där deras utbredningsområden möts. Genetiskt står den dock närmare arten blåkardinal (P. caerulea). Den behandlas som monotypisk, det vill säga att den inte delas in i några underarter. 

## Levnadssätt
Lazulikardinalen påträffas i snåriga och buskiga miljöer, gärna nära vatten och ibland i småstäder. Den livnär sig av frön och insekter som den plockar på marken eller i buskage. Fågeln bygger ett löst skålformat bo av gräs och rötter som placeras i en buske. Däri lägger honan tre eller fyra blekblå ägg.

## Status och hot
Arten har ett stort utbredningsområde och en stor population, och tros öka i antal. Utifrån dessa kriterier kategoriserar internationella naturvårdsunionen IUCN arten som livskraftig (LC).

## Namn
Lazulifinken har fått sitt namn av det blåfärgade mineralet lapis lazuli.